# Cathédrale de Casale Monferrato
La cathédrale de Casale Monferrato est une église catholique romaine de Casale Monferrato, en Italie, dédiée à Saint Evasio (it). Il s'agit de la cathédrale du diocèse de Casale Monferrato.

## Histoire
Dédiée aux saints Evasio (it), Proietto (it), Natale et Laurent, elle fut consacrée le 7 janvier 1107 par le pape Pascal II, sur le site d'un temple du Ier siècle en l'honneur de Jupiter, déjà devenu une église dédiée à saint Laurent à l'époque de Liutprand.